# Radio libere
Le radio libere sono le emittenti radiofoniche nate in Italia dopo la liberalizzazione dell'etere sancita dalla Corte costituzionale nel 1976.

## Storia
In Italia fino al 1974 i privati non potevano aprire una stazione radio. La legge riservava allo Stato l'esercizio esclusivo della radiodiffusione circolare. Le uniche eccezioni, dopo la caduta del regime fascista, erano state Radio Sardegna (1943-1952) e Radio Ferrara (per alcuni mesi del 1946). Si ascoltava la radio pubblica (Radio Rai) e si guardava la televisione pubblica (Rai TV). Solo nel Nord Italia potevano essere ricevute le tre emittenti estere che trasmettevano in lingua italiana: Radio Capodistria, Radio Monte Carlo e Radio Svizzera Italiana. Il segnale delle tre emittenti era ricevibile in territorio italiano grazie alle trasmissioni in onde medie (AM). Per quanto riguarda invece le trasmissioni in modulazione di frequenza (FM) si avvalevano di cosiddetti "ponti caldi", cioè ripetitori non autorizzati (i quali da anni trasmettevano anche il segnale televisivo delle stesse emittenti).
Nel 1974 la Corte Costituzionale concesse ai privati la facoltà di trasmettere via cavo in ambito locale. Fu la prima storica sentenza contro il monopolio statale. La trasmissione via etere rimaneva interdetta ai privati. Però, sentendo che i tempi stavano cambiando, alcuni pensarono che prima o poi sarebbero state liberalizzate anche le trasmissioni via etere. Senza aspettare un successivo pronunciamento, nacquero in alcune città italiane le prime radio pirata, sull'esempio del Regno Unito. La prima radio pirata in Italia fu Radio Valle Camonica, le cui trasmissioni cominciarono il 6 novembre 1974 alle ore 15:30. Alle ore 11 del 23 novembre 1974 dai colli dell'Osservanza a Bologna iniziarono le trasmissioni di Radio Bologna per l'accesso pubblico, ideata dalla Cooperativa Lavoratori Informazione. Nata da un'idea di Roberto Faenza e Rino Maenza, l'emittente trasmise per otto giorni interviste, discorsi e musica. Radio Parma avviò le trasmissioni sperimentali e, dal 1º gennaio 1975, iniziò i programmi regolari sulla frequenza 102 MHz: è dunque considerata la prima radio libera italiana con programmazione continuativa, che da allora fino ad oggi continua a trasmettere con un palinsesto completo. Tuttavia, già il 3 luglio 1973 era stata fondata Radio Fiemme, emittente con sede a Ziano di Fiemme, in Trentino-Alto Adige, che iniziò a trasmettere sulla frequenza 103.7 MHz. Radio Fiemme è pertanto una delle prime iniziative radiofoniche libere in Italia, attiva ancor prima della liberalizzazione ufficiale dell’etere e delle note vicende giuridiche che coinvolsero le radio urbane. Poco tempo dopo, il 10 marzo 1975, nacque la prima emittente libera di Milano, Radio Milano International, che si posizionò sui 101.00 MHz. Fu la prima emittente ad essere prima sequestrata e poi dissequestrata, contribuendo, giuridicamente, a rompere il monopolio RAI.
Gli apparecchi che gli italiani avevano in casa erano in grado di ricevere sia la modulazione di ampiezza (AM) che la modulazione di frequenza (FM). Però gli italiani erano abituati ad ascoltare la sola AM. Le radio private sfruttarono le potenzialità dell'FM. L'FM presentava pregi e difetti. Un limite era l'ampiezza geografica: difficilmente un'emittente poteva coprire un'intera provincia. Le radio libere trasformarono questo limite in punto di forza: nacquero programmi indirizzati a pubblici (target) facilmente individuabili. I punti di forza delle radio libere, rispetto al gestore pubblico, erano invece la possibilità di utilizzare tecnologie nuove come la stereofonia (in questo precedettero la stessa Rai) e l'interattività con gli ascoltatori (sebbene questa fosse già stata avviata dalla RAI con la trasmissione Chiamate Roma 3131 dalla fine degli anni '60) che vennero coinvolti direttamente dando loro la possibilità di telefonare nel corso dei programmi fornendo opinioni e commenti, oppure dando loro la possibilità di scegliere brani musicali di loro gradimento; molte radio cominciarono così a impostare palinsesti dedicati a fasce di utenza ben precise centrando la programmazione su tematiche musicali (Rock, musica italiana, folklore locale etc.) o sociali (politica in primis). La Rai trasmetteva in FM dagli 87,50 ai 100,00 MHz. Tutte le radio private occuparono inizialmente le frequenze superiori ai 100 MHz (fino a 108,00), poi successivamente utilizzarono anche quelle inferiori, a causa dell'affollamento incontrollato.
Nel 1976 arrivò una seconda, decisiva, sentenza della Corte Costituzionale (n. 202 del 28 luglio 1976): venne liberalizzata la trasmissione via etere in ambito locale. Le radio libere ebbero così copertura legale; da allora poterono moltiplicarsi su tutto il territorio nazionale. Il fenomeno fu considerato, inizialmente, più come una moda temporanea che come un'evoluzione del modo di concepire la radiofonia in Italia, ma nel tempo molte emittenti dimostrarono di poter competere qualitativamente con le emittenti pubbliche. La limitazione territoriale venne superata creando reti interconnesse (network) che coprirono l'intero territorio nazionale. In pochi anni l'emittenza radiofonica privata si impose non più come alternativa all'emittenza pubblica, ma come principale fucina di idee e di professionisti (disc jockey e tecnici) con capacità professionali sempre maggiori. Questo regime di concorrenza giovò anche alla stessa Rai, che si vide costretta a puntare su trasmissioni innovative e mirate che difficilmente avrebbero avuto modo di essere realizzate senza lo stimolo della concorrenza.
Radio Ciroma 105.7 di Cosenza, insieme a Radio Onda Rossa di Roma, Radio Onda d'Urto di Brescia, Radio 2000 Blackout, Radio Beckwith Evangelica di Luserna San Giovanni e Radio Voce della Speranza di Firenze, sono oggi le uniche radio libere, totalmente autogestite e autofinanziate e non commerciali, presenti nell'etere e nel panorama radiofonico italiano. 
In Francia vanno ricordate le storiche Radio Libertaire di Parigi, Radio Canut di Lione, Radio Zinzine di Limans, Radio Primitive di Reims, Ràdio Occitània di Tolosa, mentre in Spagna va ricordata Radio Klara 104.4 FM di Valencia, Comunità Valenciana, Catalogna.

## Alcune «emittenti storiche»
Le esperienze più riuscite, da cui sorsero i network che domineranno il mercato italiano dagli anni 1980 in poi, nacquero in Lombardia, regione produttiva del Paese e ricco bacino pubblicitario. Nell'area metropolitana di Milano, infatti, sorsero Radio Milano International (oggi Radio 101), Radio Trasmissioni Lombarde (oggi RTL 102.5), Studio 105 (oggi Radio 105, la prima a diventare network nazionale nel 1982). Sempre a Milano nacque Radio Popolare, tuttora esistente, fondata nel 1976. A partire dai primi anni novanta, dall'esperienza di Radio Popolare e di altre radio libere italiane (tra cui Controradio di Bari, Radio Wave di Arezzo e tante altre), è nato "Popolare Network", una rete di emittenti che trasmettono assieme collaborando ad alcune trasmissioni (soprattutto di informazione) trasmesse in contemporanea da tutte le emittenti.

Anche Freeradio La Topaia 100,500 è stata fra le primissime radio libere in Italia; nasce nel settembre 1975 a Milano su impulso di Riccardo Rompani e Marco, cui si aggiungono molto presto Massimo Torre e Daniele Lorenzano.
Fra le tante emittenti nate in quel periodo, si possono ricordare:
- Abruzzo: Radio HI-FI 101, prima radio libera della regione, nata a Lanciano (CH) nel 1974[8]; a Montesilvano Spiaggia (PE) tra il 1974 e il 1975 iniziavano le trasmissioni radiofoniche di Radio Montesilvano;
- Basilicata: Radio Pretoria Uno a Potenza, nata nel gennaio 1976, Radio Potenza Centrale, nata a giugno 1976, Canale Cento a Potenza, nata a metà del 1976 e Radio Potenza Città, nata a settembre del 1976.
- Calabria: Radio Prometeo, di ispirazione comunista, nata nel 1975 e Radio Cosmick nata nel 1976,entrambe di Mesoraca; Radio Ciroma nata alla fine del 1980, Radio Rosarno International, nata nel 1981;
- Campania: Radio Ercolano (fondata il 10 luglio 1975), Radio Alternativa Palepoli (dal dicembre 1975, oggi Radio Amore), Radio Marte (dal marzo 1976), Radio Kiss Kiss (dal settembre del 1976), Radio Alfa (a Salerno dal 6 novembre 1976), Radio Sapri (1976-1982)[9];
- Emilia-Romagna: Radio Bologna (23-24 novembre 1974), Radio Parma (dal 1º gennaio 1975)[10], Punto Radio (dal 10 marzo 1975, Zocca poi Bologna), Radio Rimini (25 dicembre 1975), Radio Riviera (sempre a Rimini, 30 dicembre 1975)[11], Radio Ravenna Uno (dal dicembre 1975)[12], Radio Alice (dal 9 febbraio 1976), Radio Città Fujiko (dal 1976 a Bologna), Radio Sabbia (dal 1976 a Riccione)[13], Radio Music International (a Cotignola dal 1976), Modena Radio City (dal 6 giugno 1976 a Modena)[14] Radio Pico (dal 25 aprile 1976 a Mirandola), Radio Studio 103 (dal 1976 a Ravenna)[15], Radio Lidi (a Lido di Spina dal 1976), Radio Gamma (a Forlì dal 1976)[16], Antenna Uno Rockstation (dal 1977), Ravegnana Radio (dal 1978)[17], Radio Meeting (dal 1977 al 1995 a Mirandola); Radio BIM (Bellaria-Igea Marina); Radio Budrio (dal 26 dicembre 1975).
- Friuli-Venezia Giulia: Radio Onda Est (dal 1976; nel 1979 diventò Radio Estereo International), Radio Lina (dal 27 novembre 1977); Radio Onde Furlane di Udine (dal 1980); Radio Fragola Trieste (dal 1984); Radio Regione Gorizia, che poi è diventata Radio Gorizia 1[18] (dal 1976 al 2010);[19]
- Lazio: GBR radio (dal 1974), Radio Luna (dal 1975)[20], Spazio Radio (dal 1976), Radio Dimensione Suono (1976), Radio Radicale (dal 1976), Radio Contro (1976), Radio Città Futura (dal 1977), Radio Onda Rossa (dal 24 maggio 1977); Radio BBS (dal 1977); Radio In (1979-1980);
- Liguria: Radio Savona Libera (dal 1975, a Savona, la prima radio libera in Liguria)[21], Radio Tigullio (a Santa Margherita Ligure, dal 1976), Radio Babboleo (dal 1976), Radio Stereo 103 (dal 1976), Radio Ponente 77; Onda Ligure ad Albenga (che trasmette ininterrottamente dal 1977), Radio Liguria Uno a Genova (dal 1979, nota per la  trasmissione Ondestorte).
- Lombardia: Radio Milano International (dal 10 marzo 1975, oggi Radio 101), Freeradio (dal settembre 1975), Radio Milano Libera (dall'ottobre 1975), Radio Trasmissioni Lombarde (Arcene 1975, oggi RTL 102.5), Radio Varese[22] (dal 28 febbraio 1976, acquistata dalla Lega Lombarda nel 1990 e trasformata in Radio Padania Libera, poi diventata Radio Libertà), Studio 105 (dal 1976, oggi Radio 105), Canale 93 (dal 1976, attualmente Radio Studio Più), Radio Popolare di Milano (dal 1976), Radio Zeta (dal novembre 1976), Radio Peter Flowers (dal settembre 1979), Radio Kelly Milano (dal 1976), Superradio di Parabiago (dal febbraio 1976)[23]; Radio Paesi Uniti e Radio Laveno (dal 1975 al 1980); Kristall Radio (dal 1984 e tuttora attiva); Radio Gi Emme (dal 1976 al 1983);
- Marche: Radio Emmanuel (dal 14 luglio 1973), Radio Civitanova 102 (dal 1º agosto 1975, in seguito Radio Antenna Centro), Radio Quattro (Porto S. Giorgio, 1975-1990), Radio Città Campagna (Fermo, 1975 - 1983), Radio Ricerca (Tolentino, 1976-1981), Radio Fermo Uno (1976-oggi), Radio Arancia (dal febbraio 1976, oggi Arancia network);
- Piemonte: Radio Torino International (a Pinerolo, dal 1975), Radio_Gemini_One (a Torino, dal 1975), Radio Flash Orizzonte (dal 1976), Trs Radio (dal 1976), Radio Centro 95 (dal 1976), Radio GRP (dal 1976), Radio Mondo (dal 1976), Radio Torino Biblica dal 1976, Radio Veronica One (dal 1977); Radio Evangelo Piemonte dal 1983, Radio Beckwith (dal 1984).
- Puglia: Radio Alto Jonio Stereo (Maruggio 1975), Radio Taranto Stereo 102.500 (1975); Radio Trani International (1974); Radio Trani 1 (1975); Radio Nord Barese (1978); Radio Barletta Stereo (1975); Canale 100 (1976), Bitonto RadioMia (ex Radio Giovinazzo Centrale) (gennaio 1977), RadioOne, Controradio (1980); Radio Tele Zuma (a San Severo, 1975).
- Sardegna: Radio Antenna Nord (a Sassari, dal 1975)[24], Radio Sandwich (ad Alghero, dal 1975) e Radiolina (dal 1975)[25], Radiogliastra (a Lanusei dal 1975, poi Radio Music 100), Radio Sulcis Stereo (a Carbonia, marzo 1977, Radio Tele Meilogu a Thiesi settembre 1977);
- Sicilia: Studio 93 (a San Piero Patti, 1975), Radio Aut (1977-1978), RCL (a Campobello di Licata 88 Mhz - 1976); a Palermo si ricordano: Radio Pal (1976), Radio Palermo centrale (1976), Radio tele Palermo (1976) e Radio In (1976); Radio Prizzi Alternativa (Prizzi 09/1977); Radio RCS (03/1979-in attività).
- Toscana: Controradio (dal 1975); Radio Toscana Libera (1975)[26]; Contatto Radio (dal 1979); Radio Rosa Livorno (1977-1981); Radio Antenna Libera (1977); Radio Libera Fm (1981); Radio Voce della Speranza di Firenze (dal 1971, fa parte del circuito radiofonico della Adventist World Radio);
- Trentino: Radio Fiemme (prima radio in Italia dal 3 luglio 1973)[27] Radio Dolomiti (dal 24 dicembre 1975), Radio Trento (dal 1975, poi Radio Tele Trentino); Radio Tandem (di Bolzano dal 1977);
- Veneto: Radio Padova (a Padova, dal 1975), Radio Belluno (a Belluno, dal 2 novembre 1975), Radio Centro Veneto (ad Oderzo dal 1975), Radio Gamma 5 (a Padova, dal 1976), Radio Sherwood (a Padova, dal 1977), Radio Base (a Conegliano), Radio Delta (a Caltrano, dal 1977); Radio Pace (a Verona, dal 1977); Radio Globo (anch'essa a Verona dal 1977); Radio Cooperativa(dal 1978, ad Albignasego dal 1988), Radio Riviera Centrale (a Mira, dal 1978); Radio Mira (a Mira, dal 1982).

Due casi particolari (non ascrivibili al fenomeno delle radio libere in senso stretto) sono quelli di Radio Sardegna (1943-1952) e Radio Ferrara, che iniziò a trasmettere nell'aprile del 1946.

## Broadcastitalia
Nel 2006 nasce il progetto Broadcastitalia in cui è possibile leggere la storia delle Radio Libere Italiane, guardare delle interviste ai personaggi delle Radio ed ascoltare un repertorio di trasmissioni pirata recuperate da vecchi nastri. Broadcastitalia è disponibile su Internet e su AM 1485.

## Nella cultura di massa
(da La radio di Eugenio Finardi)
- Numerosi personaggi impostisi, poi, anche in altri campi artistici hanno iniziato la carriera lavorando come disc jockey in emittenti private; tra i tanti: Vasco Rossi, Jovanotti, Gerry Scotti, Francesco Facchinetti, Fiorello, Luciano Ligabue.
- Eugenio Finardi in una sua famosa canzone dell'autunno 1975 espresse la propria ammirazione per le "Radio Libere, ma libere veramente" che iniziavano a diffondersi.
- Nel film Il... Belpaese del 1977, con protagonista Paolo Villaggio, negli intervalli in cui non ci sono azioni (solitamente quando il protagonista cammina per la città di Milano), la voce narrante è quella di un tipico cronista di una radio libera (la fittizia "Radio Zero").[28]

Luciano Ligabue ha dedicato il film Radiofreccia proprio a quel mondo della radiofonia degli anni settanta, in cui "radio libere" era sinonimo di "radio privata". Il film Radiofreccia si ispira infatti a una vera radio libera di Correggio, Radio King (oggi Radio Attiva).
- Il film I cento passi si ispira alla storia delle radio libere, soprattutto alla libertà creata dalla nascita del fenomeno, in particolare a Radio Aut in Sicilia, fondata e guidata dall'attivista antimafia Peppino Impastato, che fu ucciso proprio per lo spirito di libertà che esprimeva attraverso la radio, che utilizzava per scagliarsi contro i mafiosi della sua città. Dal 2007 grazie a Danilo Sulis amico di Peppino Impastato la radio prosegue il cammino con il nome di Radio 100 passi.
- Nel 2004 esce nelle sale il film Lavorare con lentezza diretto dal regista Guido Chiesa, sceneggiato assieme a Wu Ming ed incentrato sull'esperienza di Radio Alice di Bologna.
- Con il patrocinio di Radiotelevisioni Europee Associate (REA) e su iniziativa nel 2011 di Tonino Luppino, pioniere delle Radio Libere in Campania[29], molti Comuni della Campania (Sapri, Ispani, Torraca, Roccagloriosa, Polla, Ceraso, San Giovanni a Piro, Celle di Bulgheria, Morigerati,[30] Villammare di Vibonati, Caselle in Pittari, Casaletto Spartano, Torre Orsaia, Monte San Giacomo, Sassano, Sanza, Montesano sulla Marcellana ed Altavilla Irpina) hanno ricordato le Radio libere con l'intitolazione di piazze, piazzette, larghi ed aree verdi. Oltre alla Campania, figurano anche i Comuni di Potenza (Sala stampa del Consiglio Regionale al potentino Nino Postiglione, pioniere delle radio libere)[31], Rivello, Maratea, Lagonegro (due intitolazioni), Lauria[32], Castelmezzano, Pietragalla, Melfi, Nemoli, Ruoti, Brienza e Maschito in Basilicata, Cosenza, Maierà (CS) e Cittiglio (VA)[33]. Onorano le Radio Libere, con mozioni lette nei consessi istituzionali, i Comuni di Napoli e Cinisi (PA), le Province di Salerno, Potenza e Matera, e il nono Municipio di Roma[34].